# Jean-Marie Saget
Pour les articles homonymes, voir Saget.
Jean-Marie Saget, né le 17 mars 1929 à Paris et mort le 20 mars 2020 à Melun,, est un aviateur français, pilote de l'armée de l'air, pilote d'essai chez Dassault Aviation.

## Biographie
Jean-Marie Saget commence à piloter grâce à son père dès 1946 sur des planeurs de l'époque, notamment sur Nord 1300. Peu après, Jean-Marie Saget est diplômé de l’École de l'air (promotion 1949). Après un stage aux États-Unis (1951-1952), où il acquiert le brevet de pilote sur T-6 et P-51, il devient officiellement pilote de chasse dans l'Armée de l'air française. N'ayant volé jusqu'alors que sur avions à hélice, il effectue alors une formation sur "jet", le De Havilland Vampire, avant d'être affecté sur « Ouragan » (le premier avion "Dassault") à l'Escadron de chasse 2/2 Côte-d'Or de 1952 à 1955.
À la suite de sa victoire dans la course Paris-Cannes sur « Ouragan » le 29 août 1954, il est embauché par Marcel Dassault et devient pilote d'essai, puis chef pilote à la Société des avions Marcel Dassault de 1955 à 1989. Il participe aux essais de tous les avions de combat de la société Dassault, puis des avions civils et de l'Atlantique 2. Il est responsable entre autres des programmes Etendard IVM, Mirage III V (à décollage vertical), Mirage F1, Mirage G8 (à flèche variable), Alphajet et Mirage 4000, et effectue les essais de vrilles des SMB2, Etendard IVM, Mirage F1, Jaguar, Alphajet et Super-Etendard, ainsi que de nombreuses démonstrations en vol, en France et à l'étranger. Il devient conseiller technico-opérationnel de la Société des avions Marcel Dassault de 1989 à 1992.
Parallèlement à ses activités professionnelles, Jean-Marie Saget est moniteur de voltige depuis 1972, avec plus de 7 000 heures de vol sur CAP 10.
Il est également président de l'association « Cercle de Chasse » de Nangis, qui dispose de quatre appareils Vampire, ainsi que président de l'« Aéro Club Marcel Dassault Voltige », qui dispose de sept avions.
Il totalise plus de 20 000 heures de vol sur 150 types d'appareils. Il s'est éjecté plusieurs fois au cours de sa carrière,, dont une fois en 1984 avec le prototype du Mirage 2000.
Officier de la légion d’Honneur, commandeur de l’ordre national du Mérite, Jean-Marie Saget avait également été décoré de la médaille de l’aéronautique. Il a été inhumé le 24 mars 2020, dans la commune de Cromac (Haute-Vienne) où il avait une résidence.
Il était père de six enfants dont son fils Claude Saget, lui-même pilote de l'armée de l'air.

## Prix et décorations
- Officier de la Légion d'honneur
- Commandeur de l'ordre national du Mérite
- Médaille de l'Aéronautique
- Prix Icare (1982)[11], décerné par l'Association des journalistes professionnels de l'aéronautique et de l'espace (AJPAE)[12].